# Antonela Anić
Antonela Anić je hrvatska košarkašica, članica hrvatske košarkaške reprezentacije.

## Karijera
2008. je bila u skupini igračica koje je pozvao izbornik Nenad Amanović na pripreme za EP 2009. godine.